# Damai
Damai is een bestuurslaag in het regentschap Binjai van de provincie Noord-Sumatra, Indonesië. Damai telt 5874 inwoners (volkstelling 2010).